# Die Einigkeit
Die Einigkeit war eine deutsche Wochenzeitung und das Organ der Freien Vereinigung deutscher Gewerkschaften.
Die Einigkeit entstand, als auf dem 1. Kongreß der lokal organisierten Gewerkschaften Deutschlands in Halle der Beschluss gefasst wurde, ein Organ herauszugeben. Die Zeitung sollte vierzehntäglich erscheinen, und man einigte sich anfangs auf den Namen Solidarität. Der Herausgeber war Gustav Keßler. Ein Jahr später erschien die Zeitung wöchentlich und wurde umbenannt in Die Einigkeit. Organ der lokalorganisierten und durch Vertrauensmänner zentralisierten Gewerkschaften Deutschlands und mit der Namensänderung der Vereinigung in FVdG im Jahre 1901 schließlich in Die Einigkeit. Organ der Freien Vereinigung deutscher Gewerkschaften.
Nach dem Tod von Gustav Keßler wurde Fritz Kater 1904 Herausgeber der Einigkeit. Im Laufe der Jahre erregten einzelne Artikel Anstoß, so dass nach dem Strafgesetzbuch einige Ausgaben verboten wurden.
1897 hatte die Einigkeit 2757 Abonnenten und konnte die Auflage stetig erhöhen. 1900 lag die Auflage bei etwa 10.000 Exemplaren und 1906 erreichte die Einigkeit einen Höhepunkt von 13.500 verkauften Exemplaren. Aufgrund eines stetigen Mitgliederschwundes der FVdG verringerte sich die Auflage in der Folge wieder.
1911 startete die FVdG eine zweite Wochenzeitung mit dem Namen Der Pionier, die in einer Auflage von etwa 4500 Exemplaren erschien.
Beide Zeitungen wurden während des Ersten Weltkriegs verboten und konnten nicht mehr erscheinen. Die letzte Ausgabe der Einigkeit wurde am 8. August 1914 publiziert.